# Parafia św. Dominika w Akciabrze
Parafia św. Dominika w Akciabrze – rzymskokatolicka parafia znajdująca się w archidiecezji mińsko-mohylewskiej, w dekanacie wilejskim, na Białorusi.

## Historia
Parafia istnieje od 1653 roku, kiedy wzniesiono kościół. W 1686 r. księżna Barbara Drucka-Horska założyła w Chotajewiczach klasztor dominikanów. Według źródeł dominikańskich organistą do 1689 r. był o. Wincenty Bielakowski. W 1725 r. wybudowano nowy kościół pod wezwaniem św. Barbary. Znajdowały się w nim znakomite organy. W latach 1803–1809 wybudowano drewniany kościół św. Ducha. Klasztor został skasowany przez władze rosyjskie w 1832 r., w wyniku represji po powstaniu listopadowym. Dominikanie przebywali w Chotajewiczach w latach 1681–1830.  
W 1843 r. proboszczem parafii był ks. Hieronim Wasilewski, a wikariuszem ks. Stanisław Jurgiłowski z zakonu franciszkanów.
W Wardomiczach na terenie parafii urodziła się Służebnica Boża Maria Witkowska.
W 1884 roku kościół św. Ducha został przekazany duchowieństwu prawosławnemu, jednak nie był użytkowany i stopniowo popadał w ruinę. W 1907 r. po ogłoszeniu przez cara manifestu o umocnieniu zasad tolerancji religijnej, świątynia została zwrócona katolikom i odrestaurowana kosztem hrabiny Katarzyny Tyszkiewicz. Po rekonsekracji otrzymała wezwanie św. Dominika. Kościół został zamknięty przez władze sowieckie w 1933 r. W 1939 r. zmieniono nazwę miejscowości na Okciabr (biał. Akciabr).
W czasie II wojny światowej od 22 września 1941 do 9 listopada 1941 r. proboszczem parafii w Okciabrze był bł. ks. Henryk Hlebowicz, zamordowany 9 listopada w okolicy Borysowa, najprawdopodobniej przez białoruską policję.
W 1943 r. zniszczony został kościół św. Dominika.
Parafia została reaktywowana w 1990 r. Funkcję świątyni parafialnej pełni odrestaurowana w latach 90. XX w. XIX-wieczna kaplica cmentarna. Po konsekracji otrzymała ona wezwanie św. Dominika.

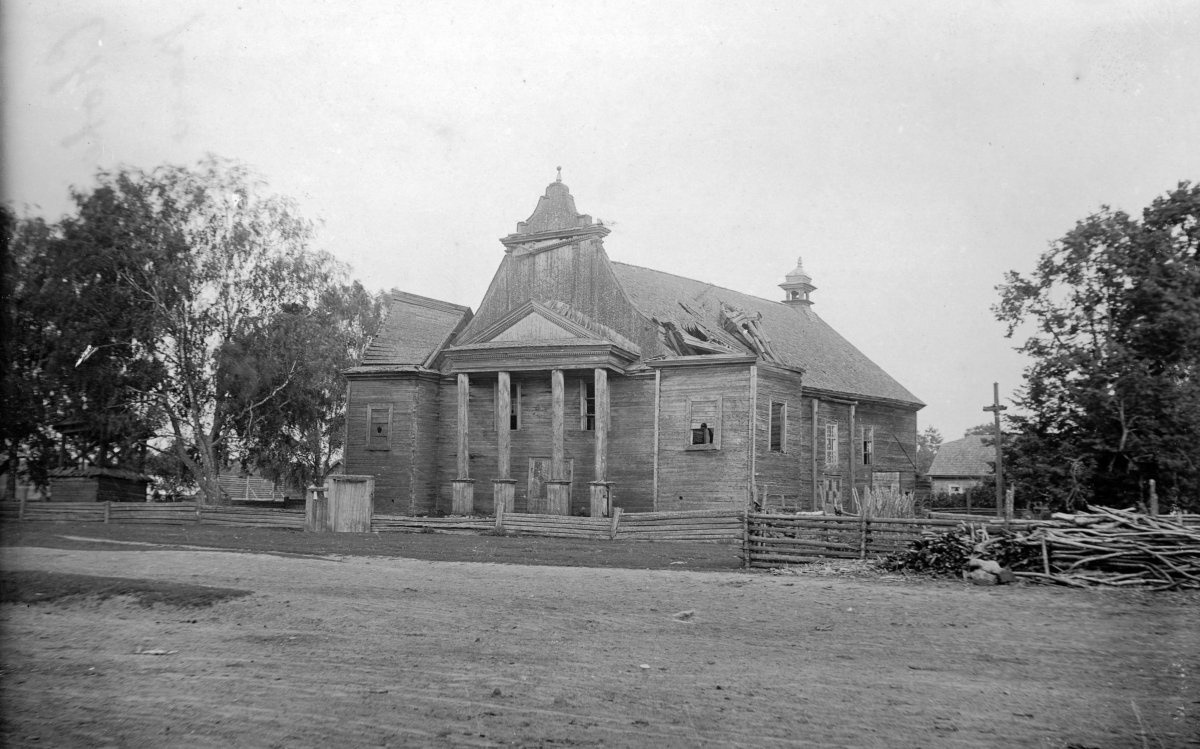
Kościół św. Ducha na pocz. XX w.
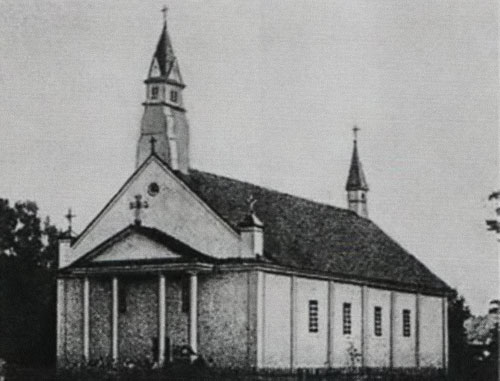
Kościół św. Dominika w Chotajewiczach ok. 1914 r.